# Millen (België)
Millen is een dorp en deelgemeente van de gemeente Riemst in het zuidoosten van de Belgische provincie Limburg. Het was een zelfstandige gemeente tot aan de gemeentelijke herindeling van 1977.
Millen is gelegen nabij de N79 (Tongeren - Maastricht) en de E313.

## Etymologie
Millen werd voor het eerst schriftelijk vermeld in 1143, als Millina. Mogelijk heeft de naam te maken met mul, ofwel zandgrond terwijl de bodem in Millen een zeer stevige structuur heeft en ook grotendeels bestaat uit leemgrond.

## Geschiedenis
Reeds in het neolithicum was de omgeving van Millen bewoond, getuige de vondsten van bandkeramiek. Door het gebied liep de Romeinse heerbaan van Maastricht naar Tongeren, de tegenwoordige Oude Steenstraat. Ook de oude weg van Elch naar Herderen lag in de directe omgeving. In 1962 werden de resten van drie Romeinse villa's blootgelegd.
De aan Sint-Stefanus gewijde parochie van Millen bestaat al sinds 960, en deze behoorde aan het kapittel van de Sint-Maartenskerk te Luik. Later werd Millen een Loonse heerlijkheid. Deze behoorde achtereenvolgens toe aan de families: Proest (1369), van Guigoven (1456), van Berloz (1479), van Hautem (1531), de Fléron (1625), en d'Hemricourt (1741). De heren zetelden in de Waterburcht aan de Kattestraat. Het patronaatsrecht en het tiendrecht van de parochie bleef in handen van het Sint-Maartenskapittel.
Van 1796 tot 1802 was Millen hoofdplaats van een kanton dat 19 gemeenten omvatte.
Millen kende nog enkele andere heerlijkheden, namelijk Eggertingen, een laathoeve met een kasteel aan de Langstraat, waar achtereenvolgens de families Van Gelinden alias Van Eggertingen (1367), Van Betho (1437), en Van Mettekoven (eind 15e - 18e eeuw) resideerden. Dan was er nog de heerlijkheid Bosch, dat zich in de gehucht Dries (iets ten noorden van Millen) bevond.
In de late 19e eeuw en begin 20ste eeuw waren in Millen twee dorpsfanfares actief nl. Sint-Isidorus en Sint-Antonius. Hun activiteit liep tijdens het interbellum terug, later werden deze fanfares opgedoekt. In 1945 werd de Parochiale Fanfare Sint-Cecilia gevormd, later werd de fanfare omgevormd tot harmonie.

## Demografische ontwikkeling
- Bronnen:NIS, Opm:1831 tot en met 1970=volkstellingen; 1976 = inwoneraantal op 31 december

## Galerij

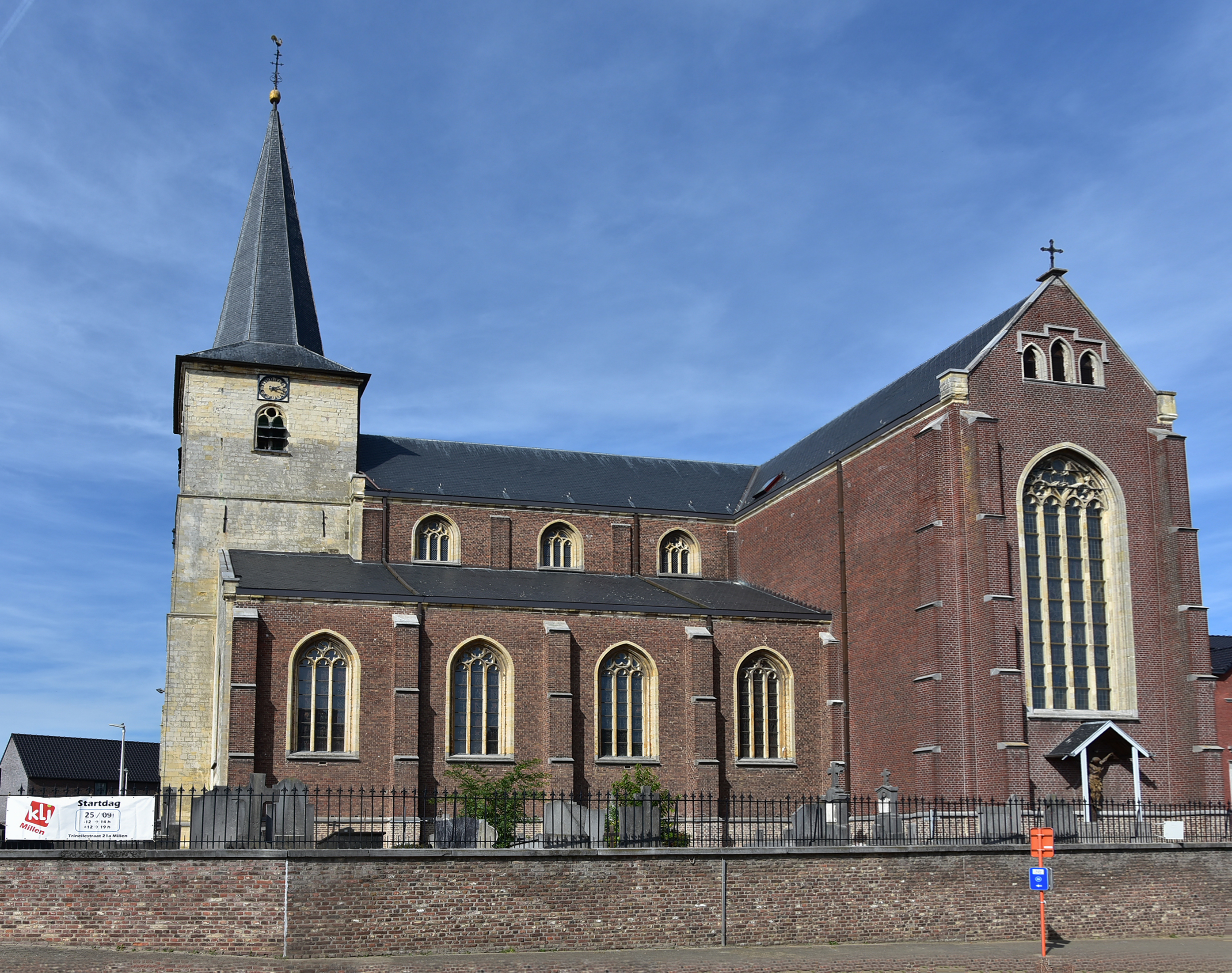
De Sint-Stefanuskerk
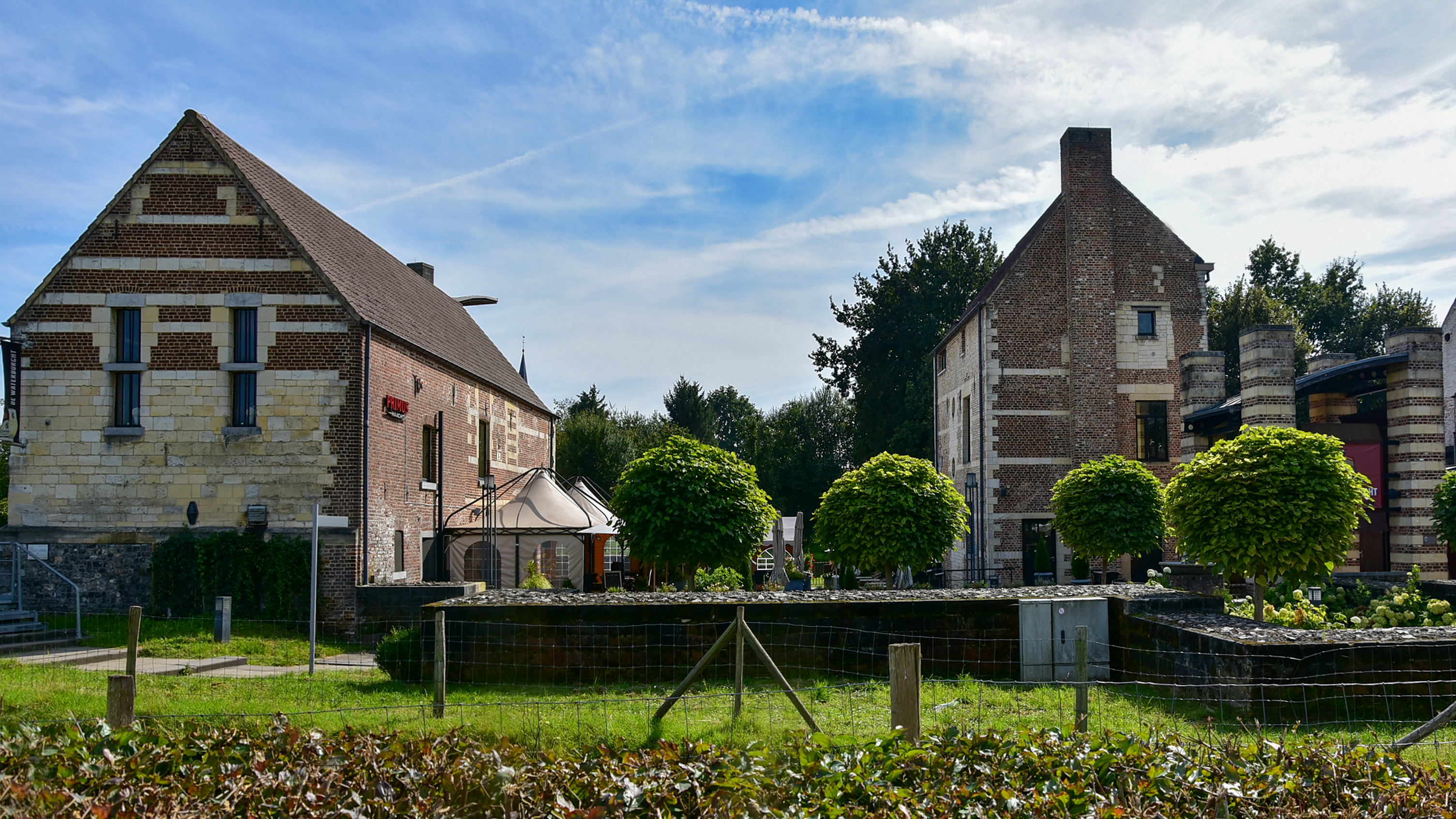
Waterburcht
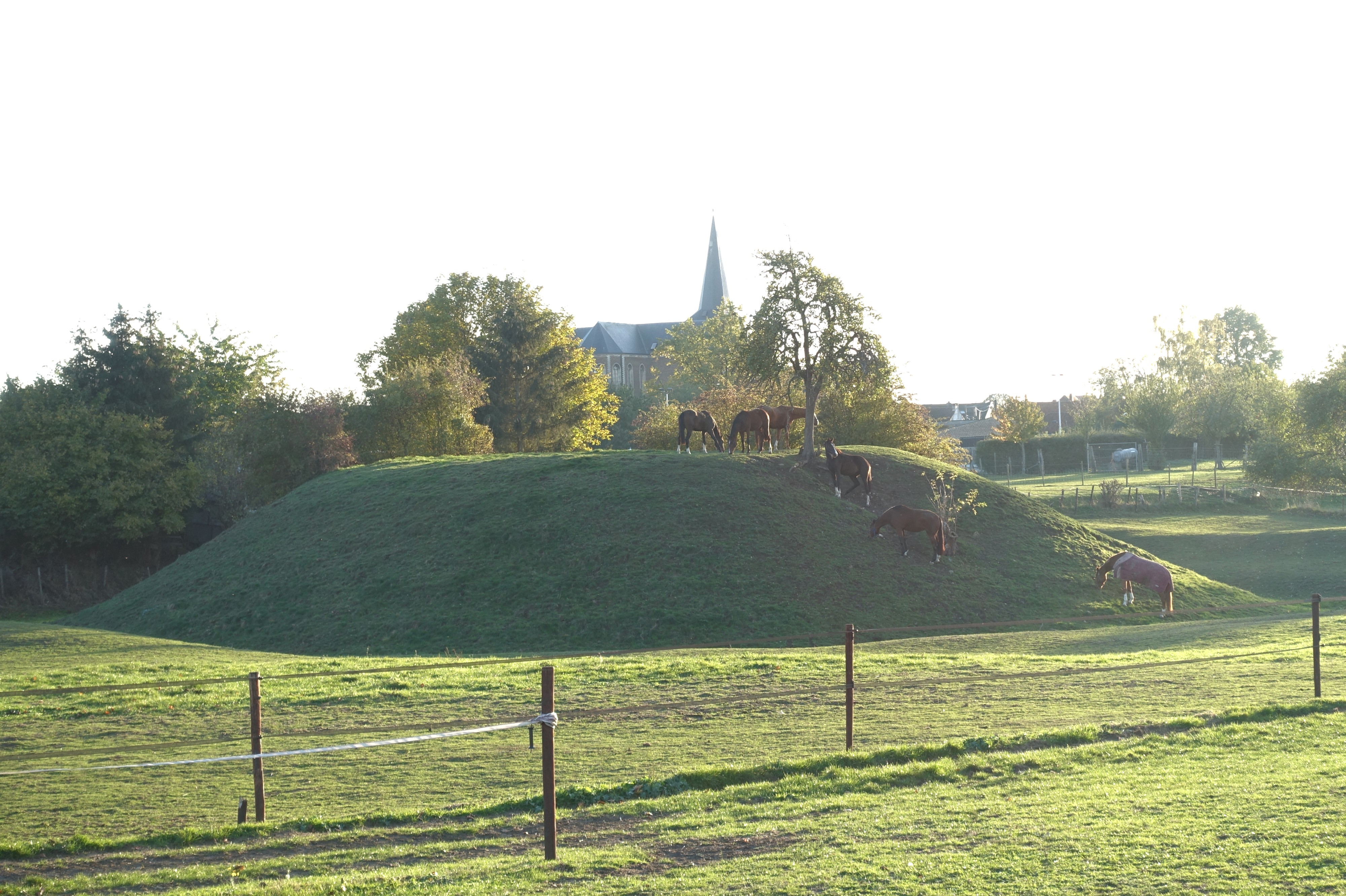
Motheuvel
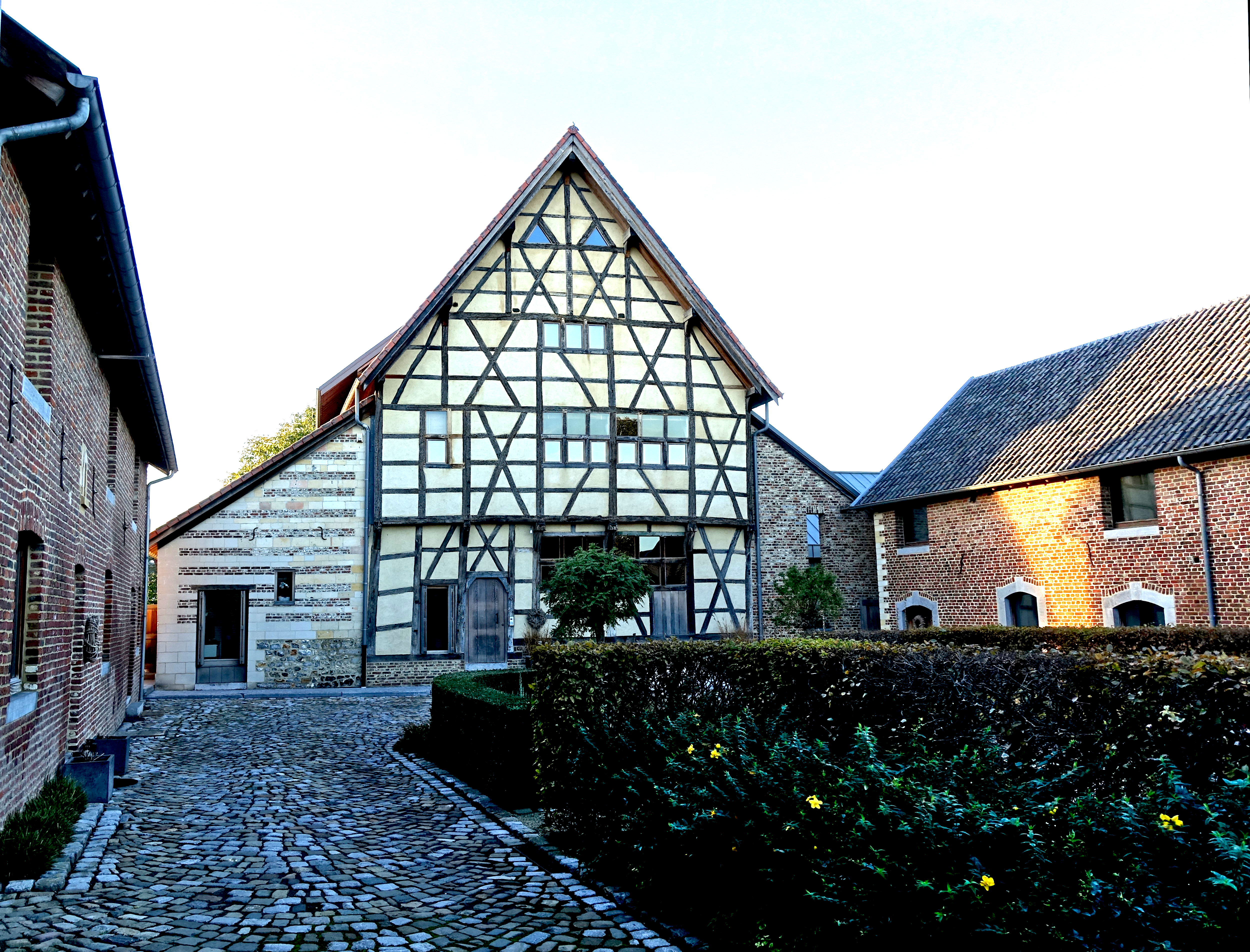
Hof van Eggertingen

## Bezienswaardigheden
Millen heeft een beschermd dorpsgezicht met een aantal monumentale vierkantshoeven. Tot de belangrijkste cultuurhistorische merkwaardigheden behoren:
- Sint-Stefanuskerk
- De Waterburcht
- Hof van Eggertingen, met Spaanse Hoeve, aan Langstraat 29
- De Motheuvel, aan de Peperstraat
- Hoeve De Lexhy
- Hoeve Henrotte
- Het Tolhuis

## Natuur en landschap
Millen maakt deel uit van Droog-Haspengouw. De hoogte varieert van 100 tot 150 meter. Het is gelegen op de zuidflank van een droogdal. Op de noordflank van dit dal ligt het gehucht Dries.
Het landschap wordt vooral door akkers gekenmerkt.

## Recreatie
Tot de recreatieve voorzieningen behoren de Servoswinning, aan Genendries 20, en Hoeve De Barrier, aan Genendries 19. Het betreft gerestaureerde boerderijen die tot vakantiewoning of appartementencomplex zijn omgebouwd.

## Nabijgelegen kernen
Elst, Sluizen, Genoelselderen, Meer, Boirs, Rukkelingen-aan-de-Jeker